# Herr-Olatjärnen
Herr-Olatjärnen är en sjö i Strömsunds kommun i Jämtland och ingår i Ångermanälvens huvudavrinningsområde. Sjön har en area på 0,101 kvadratkilometer och ligger 450,7 meter över havet. Herr-Olatjärnen ligger i Gråberget-Hotagsfjällen Natura 2000-område.

## Delavrinningsområde
Herr-Olatjärnen ingår i det delavrinningsområde (712191-146078) som SMHI kallar för Utloppet av Herr-Olatjärnen. Medelhöjden är 493 meter över havet och ytan är 1,95 kvadratkilometer. Räknas de 2 avrinningsområdena uppströms in blir den ackumulerade arean 5,95 kvadratkilometer. Vattendraget som avvattnar avrinningsområdet har biflödesordning 5, vilket innebär att vattnet flödar genom totalt 5 vattendrag innan det når havet efter 270 kilometer. Avrinningsområdet består mestadels av skog (95 procent). Avrinningsområdet har 0,1 kvadratkilometer vattenytor vilket ger det en sjöprocent på 5,1 procent.